# Stuttgarter Frühlingsfest

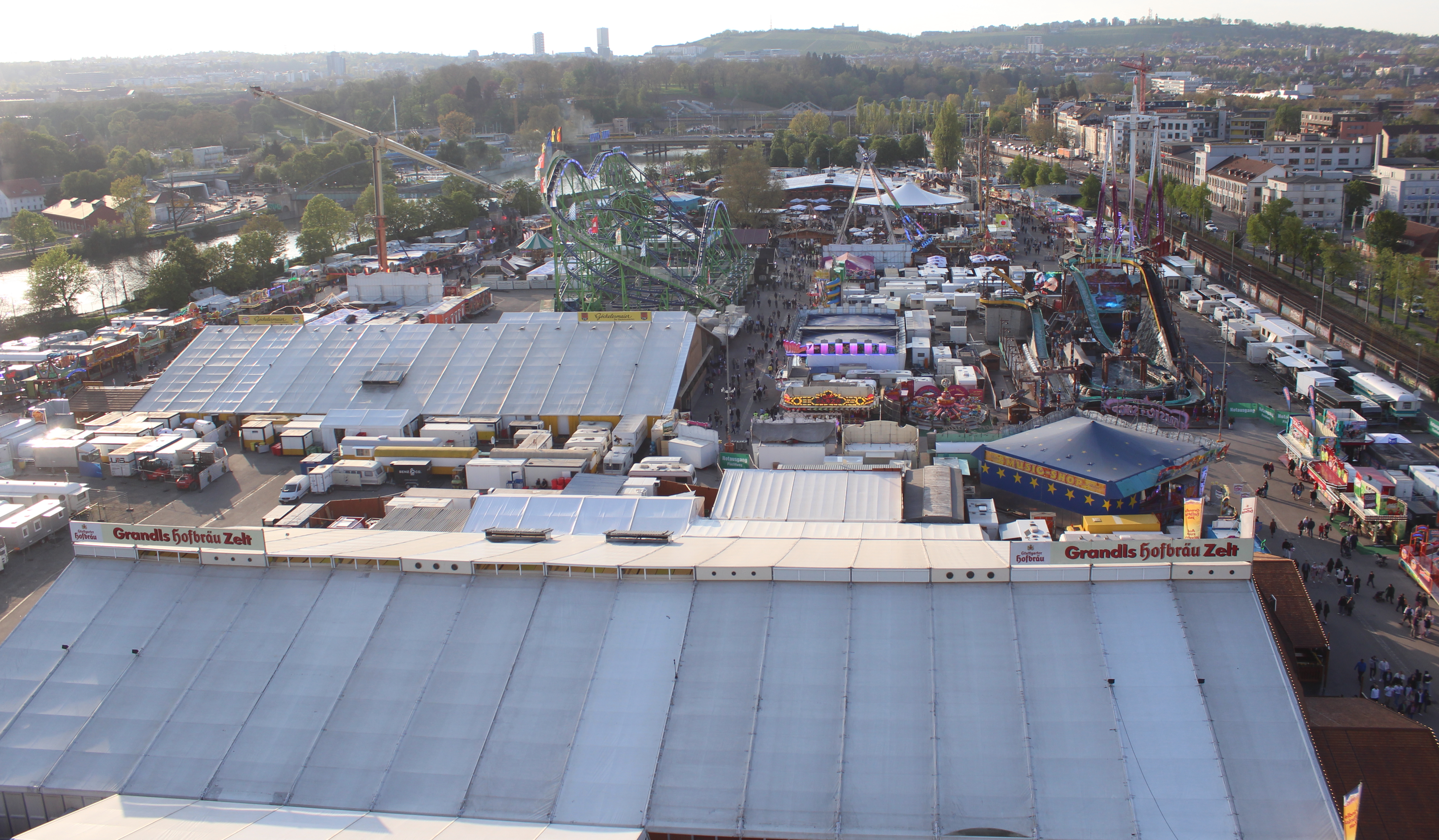
Stuttgarter Frühlingsfest 2023, Blick vom Riesenrad

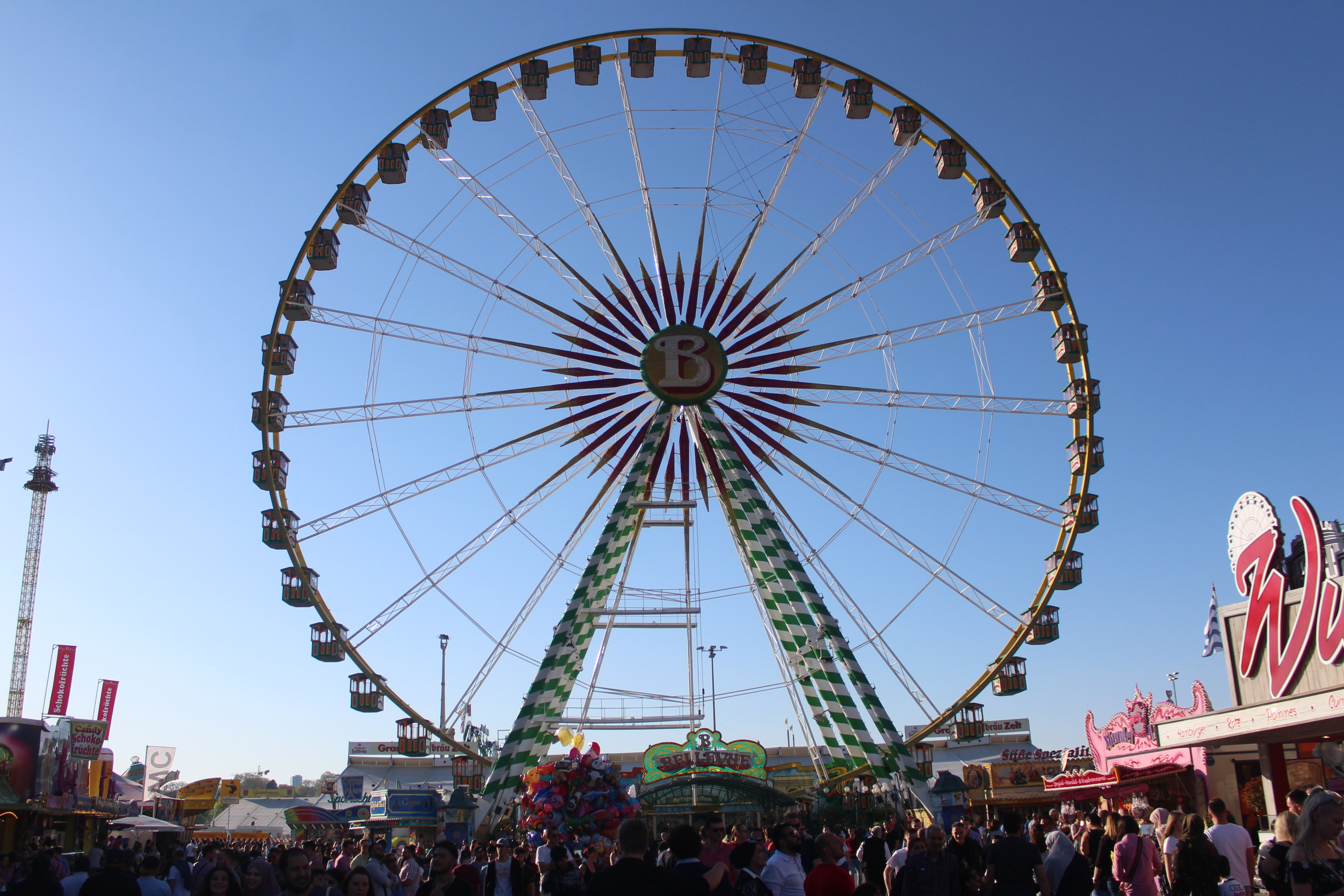
Riesenrad (2019)

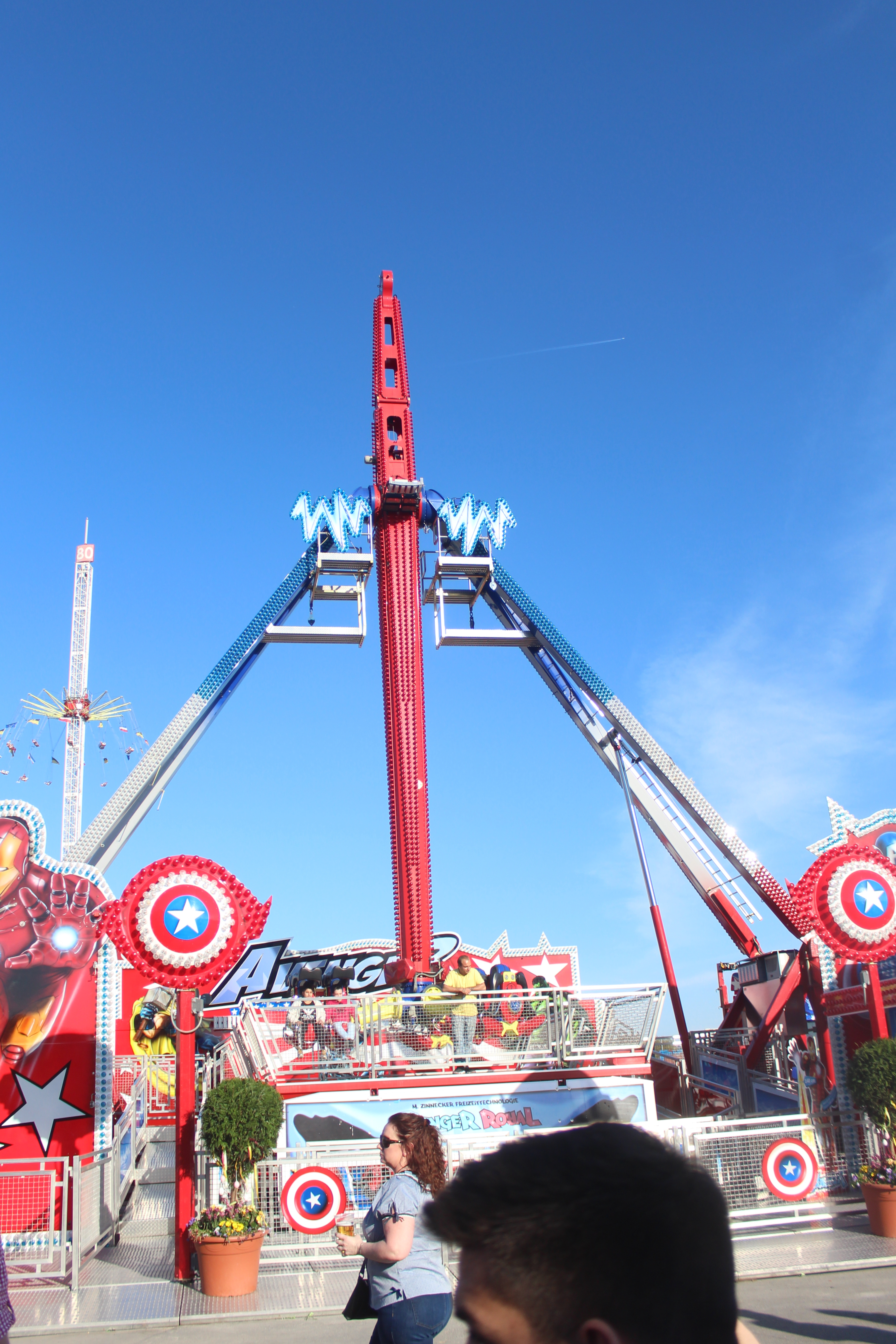
Fahrgeschäft „Avenger“, Baujahr 2013, 2019 zum ersten Mal auf dem Stuttgarter Frühlingsfest

Das Stuttgarter Frühlingsfest (umgangssprachlich auch Cannstatter Wasen oder Wasen genannt) ist ein zwischen Mitte April und Anfang Mai auf dem Cannstatter Wasen im Stuttgarter Stadtbezirk Bad Cannstatt stattfindendes Volksfest. Es ist das größte Frühlingsfest Europas. Es ist flächenmäßig kleiner als das herbstliche Cannstatter Volksfest (und wird deshalb gelegentlich auch als „Kleiner Wasen“ bezeichnet), dauert aber wegen des erhöhten Wetterrisikos seit Mitte der 1990er Jahre drei Wochen. Auf dem Stuttgarter Frühlingsfest kann man häufig neuentwickelte Fahrattraktionen erleben.

## Geschichte
In welchem Jahr das Stuttgarter Frühlingsfest zum ersten Mal stattfand, ist nicht mehr bekannt. Vermutlich wurde es Anfang der 1930er Jahre zum ersten Mal abgehalten.
Laut Angaben des Veranstalters wurde beim 80. Stuttgarter Frühlingsfest im Jahr 2018, das vom 21. April bis zum 13. Mai dauerte, mit 1,6 Mio. Besuchern ein neuer Rekord aufgestellt. Aufgrund der COVID-19-Pandemie wurde das Frühlingsfest 2020 und 2021 abgesagt.
Im Jahr 2022 fand das Frühlingsfest vom 16. April bis 8. Mai statt. Es wurde coronabedingt und aufgrund des „weltpolitischen Geschehens“ auf Festzelte, Partymusik und Feuerwerk verzichtet.
2024 machte das Stuttgarter Frühlingsfest wegen einer Infektionswelle mit dem Norovirus Schlagzeilen.

## Attraktionen
Im Unterschied zum Cannstatter Volksfest gibt es auf dem Stuttgarter Frühlingsfest meist eine Looping-Achterbahn, allerdings wird nur das etwas kleinere 55 Meter-Riesenrad aufgebaut. Da die Looping-Achterbahn im Jahr 2008 verkauft wurde, befand sich an dem Standort 2009 die Alpina Bahn, 2010 die Doppel-Looping-Achterbahn Teststrecke und 2011 der Olympia Looping. Letzterer ist die größte transportable Fünferloopingbahn der Welt. 2011 erlebte das Fahrgeschäft Rocket seine Premiere. Das Stuttgarter Frühlingsfest wird samstags mit einem Fassanstich des Ersten Bürgermeisters eröffnet.

### Fruchtsäule und Stadtkanne
Zum Stuttgarter Frühlingsfest war früher die Fruchtsäule nicht vorhanden. Ab 1995 war sie erstmals auch auf dem Stuttgarter Frühlingsfest zu sehen, als man sie aus Kostengründen versuchsweise ganzjährig auf dem Festplatz stehen ließ. Von dieser Maßnahme ist man in den letzten Jahren wieder abgerückt und demontiert die Fruchtsäule nach dem Ende des Cannstatter Volksfestes im Herbst, lässt allerdings den Unterbau stehen. Dieser trägt während des Frühlingsfestes, seitdem die Fruchtsäule nicht mehr ganzjährig aufgestellt wird, eine große Kanne – die Wappenfigur Bad Cannstatts.

### Krämermarkt
Zusammen mit dem Frühlingsfest findet ein Krämermarkt auf dem Cannstatter Wasen statt.

### Almhüttendorf
Mit Ständen im Almhüttenstil wird hier Themengastronomie geboten.

### Festzelte
Auf dem Frühlingsfest gibt es mittlerweile vier Bierzelte mit einem Fassungsvermögen von insgesamt 17.000 Plätzen:
- Beim Benz (ehemals Grandls) (Stuttgarter Hofbräu)
- Göckelesmaier (Dinkelacker)
- Zum Wasenwirt (Stuttgarter Hofbräu)
- Almhütte Royal (Stuttgarter Hofbräu)

- Albdorf

Die Zelte, Imbissstände und Fahrgeschäfte sind von Sonntag bis Donnerstag von 12 bis 23 Uhr geöffnet, an Freitagen von 12 bis 24 Uhr, an Samstagen und vor Feiertagen von 11 Uhr bis 24 Uhr sowie an Sonn- und Feiertagen von 11 bis 23 Uhr. Jeden Mittwoch ist „Familientag“, an dem es Vergünstigungen für Familien und Gruppen gibt.